# Puzzle & Dragons
Puzzle & Dragons (パズル&ドラゴンズ, Pazuru Ando Doragonzu) é um jogo eletrônico de quebra-cabeça com elementos de RPG e estratégia, desenvolvido e publicado pela GungHo Online Entertainment para as plataformas iOS, Android e Amazon Fire.
Puzzle & Dragons é um jogo de combinar três, no qual os jogadores são desafiados a mover e combinar orbes coloridos dispostos em uma grade. A quantidade e o tipo de combinações determinam quais dos seis monstros na equipe do jogador atacarão as ondas de monstros inimigos e quanta quantidade de dano será infligida. Além disso, uma camada extra de desafio é introduzida pela necessidade de adquirir, selecionar e aprimorar uma equipe de monstros entre milhares de opções, que variam desde criaturas fantásticas comuns até divindades de várias religiões e mitologias, assim como personagens de franquias de entretenimento populares.
O jogo é disponibilizado gratuitamente e sua receita é gerada através da venda da moeda virtual do jogo. Ele conquistou grande sucesso comercial no Japão, registrando 32 milhões de downloads até novembro de 2014, e foi lançado em outros países asiáticos, na América do Norte e em diversos países europeus. O número total de downloads em todo o mundo ultrapassou 50 milhões em setembro de 2015 e atingiu a marca de 62 milhões até outubro de 2017. Puzzle & Dragons fez história ao se tornar o primeiro jogo mobile a alcançar a incrível marca de US$ 1 bilhão em receita, posteriormente acumulando impressionantes US$ 6 bilhões até o final de 2017.
Durante esse período, o jogo ocupou a posição de aplicativo móvel de maior bilheteria, sendo posteriormente ultrapassado por Monster Strike em outubro de 2018. Em outubro de 2018, Puzzle & Dragons já havia arrecadado incríveis $7 bilhões, consolidando-se como o segundo aplicativo móvel de maior bilheteria de todos os tempos na época. Além do sucesso como jogo, Puzzle & Dragons expandiu-se para formar uma franquia, incluindo vários videogames e uma série de anime chamada Puzzle & Dragons X. Outra série, chamada Puzzle & Dragons, estreou em 2 de abril de 2018, e até 23 de abril de 2023, contou com 252 episódios.

## Jogabilidade
Puzzle & Dragons mescla dois estilos de jogo: a mecânica de combinação de peças com um RPG de coleta de monstros. Os jogadores montam suas equipes a partir de uma seleção de mais de 9.000 monstros disponíveis no jogo. Ao explorarem masmorras, enfrentam quebra-cabeças de combinação de peças que influenciam a potência dos ataques de seus monstros contra as ondas de inimigos.

### Monstros
Os monstros presentes em Puzzle & Dragons têm origens diversas. Seus designs abrangem desde criaturas fantásticas como dragões, demônios, ogros e goblins, até monstros inspirados em divindades e outras figuras de várias mitologias ao redor do mundo. Além disso, incluem-se personagens fictícios de terceiros disponíveis por períodos limitados. Os jogadores adquirem esses monstros como recompensa por concluir as masmorras do jogo ou ao gastar a moeda do jogo (obtida durante o jogo ou adquirida por meio de microtransações) nas "Máquinas de Ovos".
As diversas estatísticas presentes em diferentes monstros contribuem para a natureza estratégica do jogo. Um dos monstros da equipe é designado como "Líder" e possui uma habilidade de líder passiva que impacta as habilidades ofensivas ou defensivas da equipe do jogador ao longo da exploração de masmorras. Além disso, praticamente todos os monstros também possuem habilidades ativas que os jogadores podem utilizar a seu favor no jogo, mas essas habilidades têm um tempo de recarga, exigindo que o jogador aguarde vários turnos antes de poder usá-las. Durante o jogo, os jogadores também escolhem um monstro de outros jogadores para adicionar ao seu grupo. Antes da versão 7.4.1, apenas os amigos do jogador ativavam suas habilidades de líder, e os "aventureiros" só poderiam ser escolhidos para possivelmente se tornarem amigos depois. A versão 7.4.1 altera isso, permitindo que os monstros dos jogadores "aventureiros" também tenham habilidades de líder ativas. Os jogadores têm limitações quanto aos monstros que podem incluir em suas equipes, baseando-se em sua classificação e no custo da equipe associado ao monstro, que é determinado pela raridade e força do monstro. À medida que os jogadores aumentam sua classificação, completando masmorras e ganhando pontos de experiência, o custo total da equipe também aumenta. Os jogadores podem salvar várias composições de equipes para usar durante o jogo, começando com seis combinações possíveis. Essas equipes podem ser ajustadas para enfrentar masmorras específicas ou configuradas para tirar o máximo proveito das habilidades do líder da equipe.

### Quebra-cabeças

O aspecto do quebra-cabeça de Puzzle & Dragons. Dois monstros inimigos são mostrados na metade superior da masmorra, a equipe de seis monstros do jogador e a saúde atual na área central, e as peças de orbe a serem combinadas na parte inferior.

O sistema de quebra-cabeça em Puzzle & Dragons é incorporado nas masmorras do jogo, onde a resolução de um quebra-cabeça de combinação de peças determina a intensidade dos ataques dos monstros do jogador. As masmorras consistem em um número específico de ondas de monstros inimigos, cada uma com suas próprias estatísticas ofensivas e defensivas. O objetivo do jogador é percorrer todos os andares da masmorra sem que o HP coletivo de sua equipe seja reduzido a zero. A tela do jogo é dividida em duas partes, com os monstros inimigos aparecendo na metade superior e uma grade de 6 por 5 na parte inferior, separada pela equipe de monstros do próprio jogador.
Os encontros nas masmorras seguem um estilo de jogo por turnos. A vez do jogador consiste em ativar quaisquer habilidades dos monstros de sua equipe, se estiverem disponíveis, e, em seguida, tentar realizar uma combinação, conhecida como "combo", de três ou mais peças, chamadas de "orbes", no tabuleiro. Esses orbes representam as cinco cores associadas aos atributos elementares dos monstros (Fogo, Madeira, Água, Luz e Escuridão), além de corações que simbolizam a recuperação de vida (certas habilidades de monstros inimigos podem introduzir outros dois tipos de orbes no tabuleiro). O jogador pode arrastar um orbe para posições adjacentes, trocando-o com o orbe que já está lá. Durante os 5 segundos seguintes (um intervalo que pode ser ajustado dependendo dos monstros do jogador ou das habilidades do inimigo), o jogador pode mover o orbe conforme necessário, possibilitando a organização de vários combos em um único turno. Após essa etapa, todos os orbes correspondentes são removidos do tabuleiro e contabilizados como dano. Em seguida, os orbes restantes no tabuleiro caem em cascata e preenchem o espaço, podendo resultar em mais combos, conhecidos como "skyfall combos" (落ちコン, ochikon)
O dano em Puzzle & Dragons é determinado pelas cores combinadas nos combos. Por exemplo, um combo básico de 3 orbes vermelhos (Fogo) faz com que qualquer monstro do jogador com atributo Fogo cause dano equivalente à sua estatística de ataque base (ATK) a uma criatura inimiga. Combinações de orbes de coração restauram a saúde da equipe com base na estatística total de recuperação de saúde (RCV) da equipe. Combos com mais de 3 orbes da mesma cor aumentam o dano para cada orbe adicional. Realizar múltiplos combos no mesmo turno amplia o dano ou cura de todos os monstros, independentemente das cores correspondentes, enquanto combos separados da mesma cor multiplicam ainda mais o dano causado. Combos únicos de cinco ou mais orbes ativam um ataque que atinge todos os monstros inimigos no campo. Certas habilidades de Líder ou Despertar também podem influenciar o dano causado, desde que os requisitos específicos sejam atendidos. O alvo do dano é geralmente determinado pelo jogo como o melhor ataque. O dano é afetado tanto pela estatística de defesa dos monstros inimigos quanto por seu atributo elemental. Por exemplo, o dano de fogo contra um monstro de fogo será eficaz, mas será amplificado contra um monstro de madeira e reduzido contra um monstro de água, seguindo uma relação de pedra-papel-tesoura. Monstros de luz e sombra são apenas fracos um ao outro. O jogador pode direcionar o dano contra um monstro específico tocando-o na tela. Após o término do turno do jogador, um contador é aplicado a cada monstro inimigo. Se um desses contadores atingir zero, o monstro terá a oportunidade de atacar, e o contador será redefinido para um valor predefinido. Se um jogador não concluir um turno em uma partida bem-sucedida, o contador de ataque dos monstros inimigos avança uma vez, enquanto os tempos de resfriamento do jogador permanecem inalterados (embora os efeitos impostos pelos monstros inimigos sejam afetados).
Quando o HP de um monstro inimigo atinge zero, o monstro é removido da batalha, deixando para trás uma chance de soltar um ovo de monstro ou um baú de tesouro que se tornará parte da recompensa da masmorra. Após derrotar todos os monstros em um encontro, o jogador avança para o próximo encontro, progredindo assim até chegar ao encontro com o chefe do andar. Uma vez que o chefe é derrotado, o jogador recebe as diversas recompensas acumuladas ao longo da masmorra. Se o HP da equipe do jogador atingir zero, há a opção de usar a moeda do jogo para continuar a partir do ponto em que a derrota ocorreu, restaurando o HP e resetando o tabuleiro. Alternativamente, o jogador pode optar por abandonar a masmorra, renunciando a quaisquer ganhos obtidos até aquele momento. Completar uma masmorra recompensa o jogador com experiência, além de moeda do jogo e quaisquer ovos de monstro adquiridos durante os encontros. Após concluir todos os andares de uma masmorra, a próxima masmorra é desbloqueada, permitindo que o jogador continue sua jornada.

### Masmorras
O jogo oferece uma variedade de tipos de masmorras para os jogadores escolherem participar. Todas as masmorras têm um custo associado de Vigor, que é baseado na classificação do jogador no jogo. Esse custo é ajustado de acordo com a dificuldade da masmorra e, caso o jogador não tenha vigor suficiente, será necessário aguardar a restauração em tempo real ou usar uma moeda do jogo para recuperá-lo. Inicialmente, apenas as Masmorras Normais estão disponíveis para os jogadores. Monstros inimigos nessas masmorras causam apenas dano padrão durante o jogo. Após o sucesso na conclusão de uma série de Masmorras Normais, as Masmorras Técnicas (adicionadas na versão 3.0) são desbloqueadas. Estas são mais desafiadoras, já que os monstros inimigos agora possuem habilidades próprias para aumentar seu dano ou alterar o tabuleiro do jogador ao mudar as cores, obscurecer a visão ou adicionar orbes de bloqueio e veneno, que são exclusivos das habilidades dos monstros inimigos. Algumas Masmorras Técnicas também impõem restrições ao jogador, como limitar quais monstros podem ser usados ou desativar as habilidades passivas de todos os monstros. Após concluir com sucesso uma série de Masmorras Técnicas, um novo "Modo Desafio" é desbloqueado, onde o jogador cria uma equipe a partir de monstros de amigos, dependendo apenas da habilidade de líder de seu próprio monstro.
As Masmorras Especiais também desempenham um papel no jogo, apresentando períodos de disponibilidade limitados e geralmente incluindo os monstros mais fortes e raros do jogo. Essas masmorras têm uma escala de dificuldade própria; os monstros mais raros têm menos probabilidade de serem encontrados nas versões mais fáceis das masmorras, enquanto completar as versões mais difíceis quase garante a vitória contra o chefe da masmorra. Uma adição recente às Masmorras Especiais é um sistema de pontuação que avalia o desempenho do jogador na masmorra e a composição da equipe, premiando o jogador com um monstro raro adicional por alcançar uma pontuação alta. A versão 7.2 introduziu as "Coin Dungeons", masmorras especiais que os jogadores podem comprar com moeda do jogo por uma hora, apresentando diversas novas masmorras e monstros exclusivos disponíveis apenas nessas masmorras renovadas. Além disso, a Masmorra de Desafio foi adicionada ao jogo, aparecendo por tempo limitado e oferecendo prêmios para cada andar bem-sucedido, com a dificuldade aumentando à medida que os jogadores avançam. Uma atualização recente também incorporou novas masmorras com jogabilidade no estilo roguelike, permitindo aos jogadores desafiar uma série de monstros e fortalecer sua equipe ao longo do caminho, resultando em recompensas como monstros e moeda do jogo.
As Masmorras de Classificação também são eventos especiais que ocorrem por uma semana. Durante esses eventos, os jogadores podem receber uma equipe predefinida ou são desafiados a montar sua própria equipe. A tarefa é concluir as Masmorras de Classificação dentro do limite de tempo de 300 segundos e obter pontuações com base no desempenho nessas masmorras. Todos os jogadores competem pela pontuação mais alta, e classificações específicas garantem prêmios correspondentes. Os jogadores que alcançam o top 3% da classificação recebem uma coroa que pode ser exibida ao lado do nome do seu personagem, destacando seu desempenho excepcional no evento.

### Moedas do jogo
Puzzle & Dragons inclui diversos tipos de moedas do jogo que os jogadores utilizam para diferentes propósitos. Uma das mais versáteis é a Pedra Mágica. Os jogadores recebem Pedras Mágicas ao completar masmorras pela primeira vez (ou pela primeira vez no Modo Desafio) e também podem adquiri-las na loja do jogo. As Pedras Mágicas têm várias utilidades, como aumentar a capacidade do inventário de monstros do jogador, restaurar completamente a resistência, expandir a capacidade da lista de amigos do jogador (após atingir um certo nível) e continuar jogando em uma masmorra em caso de derrota, caso o jogador perca todo o HP. Além disso, as Pedras Mágicas são utilizadas como pagamento para as Egg Machines, onde os jogadores têm a chance de obter monstros mais raros. Muitas vezes, os jogadores economizam suas Pedras Mágicas para eventos especiais de servidor, nos quais os monstros mais raros têm uma taxa de aparecimento maior na Rare Egg Machine. Esses eventos são categorizados em Galas para tipos elementais únicos, Carnavais para conjuntos temáticos de monstros ou Godfests, nos quais os monstros mais raros do tipo Deus do jogo têm suas taxas de aparecimento aumentadas. Embora a maioria dos monstros raros possa ser obtida a qualquer momento na Rare Egg Machine, existem monstros que só podem ser adquiridos durante os Godfests.
Pal Points representam uma forma adicional de moeda no jogo, concedida quando os jogadores participam de masmorras com outros jogadores. Esses pontos são utilizados na Pal Egg Machine, que geralmente não proporciona monstros raros, a menos que haja um evento especial para disponibilizar alguns monstros mais raros na Pal Egg Machine. Além disso, moedas, pontos de experiência e ovos de monstros são recompensados aos jogadores por completar masmorras. As moedas são essenciais para fundir monstros, seja para ganhar experiência ou para evolução. Elas também são empregadas para adquirir acesso às Coin Dungeons, que oferecem aos jogadores a oportunidade de participar de certas Dungeons Especiais por um tempo limitado ou jogar novas versões de masmorras com dificuldades mais elevadas, buscando obter novos monstros raros exclusivos disponíveis apenas nessas Coin Dungeons.
Recentemente, foi introduzido no jogo um novo tipo de moeda chamado Monster Points (MP). Esses pontos podem ser adquiridos ao vender monstros, sendo que monstros mais raros proporcionam uma quantidade maior de Monster Points. Os jogadores podem gastar esses pontos na Monster Point Shop, uma loja especial que oferece Evolution Materials, Tamadras, Latent Tamadras e outros monstros raros que não estão disponíveis na Rare Egg Machine.

### Colaborações
Puzzle & Dragons também é reconhecido por seus eventos de colaboração com diversos outros videogames e propriedades de anime icônicas. Durante essas colaborações, Masmorras Especiais e Máquinas de Ovos de Colaboração são adicionadas ao jogo, oferecendo monstros que podem ser obtidos apenas por um período limitado. Após o término da colaboração, esses monstros geralmente não estão disponíveis novamente até que uma repetição da colaboração seja anunciada. Embora a maioria das colaborações seja exclusiva da versão japonesa do jogo, muitas foram lançadas também nas versões internacionais. Abaixo estão algumas das colaborações, listadas em ordem cronológica de adição à versão japonesa do jogo:
- Ragnarok Online
- Emil Chronicle Online[8]
- Taiko no Tatsujin
- Gunma's Ambition
- Crystal Defenders[56][57]
- GungHo's Princess Punt
- Google Play
- Shinra Bansho chocolate
- Rebuild of Evangelion[58][59]
- Clash of Clans
- 7-Eleven
- Taito's Groove Coaster Zero and Space Invaders[60]
- Takaoka's Amitan Musume
- Ragnarok Odyssey Ace
- Dragon's Dogma Quest[14]
- Monster Hunter Felyne Bazaar[14][61]
- Batman: Arkham Origins[62]
- Baskin-Robbins ("Thirty-One Ice Cream")
- Angry Birds[63][64]
- Sanrio's Hello Kitty[65][66]
- Puzzle & Dragons Z
- Hunter × Hunter[67][68]
- Puzzle & Dragons Battle Tournament[69][70]
- Beams
- Dragon Ball Kai[71][72][73]
- Saint Seiya: Legend of Sanctuary[74]
- Bikkuriman[29][75]
- Monster Hunter 4 Ultimate[76]
- DC Comics: The New 52[77]
- Puzzle & Dragons Trading Card Game
- Fist of the North Star[78]
- Final Fantasy[79][80]
- Bleach[81]
- Attack on Titan[82]
- Ghost in the Shell: The New Movie
- Crows
- Weekly Shōnen Sunday, participating titles:[83]
  - Detective Conan
  - Inuyasha
  - Urusei Yatsura
  - Ushio and Tora
  - Kyō Kara Ore Wa!!
  - Flame of Recca
  - Magi: The Labyrinth of Magic
- Voltron[84]
- The King of Fighters '98[85]
- Fullmetal Alchemist: Brotherhood
- Yu Yu Hakusho
- Shin Megami Tensei: Persona, participating titles:
  - Persona 3
  - Persona 4
  - Persona 5
- Magic: The Gathering
- GungHo's Chrono Ma:Gia and GungHo's Summons Board
- Sword Art Online
- Fate/Stay Night
- Street Fighter V: Arcade Edition
- McDonald's
- JoJo's Bizarre Adventure: The Animation
- Shaman King
- Kamen Rider[86]
- Demon Slayer: Kimetsu no Yaiba
- Devil May Cry
- Samurai Shodown
- Jujutsu Kaisen
- One Piece

## Aplicativos relacionados

### Desafio Quebra-cabeça e Dragões
Puzzle & Dragons Challenge (パズドラチャレンジ, Pazudora Charenji) é uma aplicação spin-off disponibilizada algumas vezes entre 2013 e 2014. Os jogadores do Puzzle & Dragons Challenge devem usar uma equipe pré-determinada de monstros fornecidos para derrotar uma série de monstros poderosos dentro de um limite de tempo de 5 minutos.
Em uma atualização futura do aplicativo padrão Puzzle & Dragons, o Puzzle & Dragons Challenge será ainda mais integrado. Os jogadores poderão usar suas próprias equipes personalizadas para desafiar equipes de outros jogadores por Pal Points, criando efetivamente masmorras personalizadas.

Jogabilidade em Puzzle & Dragons W. Neste nível, o jogador deve fazer pelo menos dois combos de orbes de água para causar dano ao personagem inimigo DeviTAMA à esquerda.

Em 29 de julho de 2014, a edição japonesa do Puzzle & Dragons foi atualizada para a versão 7.0.0, trazendo consigo o Puzzle & Dragons W (パズドラＷ, Pazudora Daburyū), um segundo jogo empacotado junto com o Puzzle & Dragons padrão. Este jogo destaca principalmente o monstro TAMADRA do Puzzle & Dragons e narra a história de como seus ovos AvaTAMA (アバたま, Abatama), que contêm roupas concedidas a eles por outros monstros, foram roubados pelo malvado Rei DeviTAMA para seu próprio uso. As peças AvaTAMA são os principais itens colecionáveis em Puzzle & Dragons W, em vez de monstros.
A jogabilidade em Puzzle & Dragons W é semelhante à do jogo padrão. Os jogadores gastam pontos de resistência para iniciar os níveis, nos quais têm um tempo determinado para mover um único orbe ao redor do tabuleiro do quebra-cabeça, fazendo combos e causando danos ao inimigo. No entanto, o jogo é mais centrado no aspecto de quebra-cabeça do que nos elementos de RPG presentes em Puzzle & Dragons.
O tabuleiro em Puzzle & Dragons W é uma grade de 6 por 6 e, em vez de monstros, o jogador possui um avatar TAMADRA que pode ser personalizado com os chapéus AvaTAMA coletados, itens portáteis e decorações de conchas. Cada AvaTAMA ativa diferentes habilidades que o jogador pode utilizar durante o quebra-cabeça, sendo acionadas quando o jogador toca em um orbe de estrela de habilidade especial que aparece no tabuleiro. Essas habilidades geralmente alteram a cor dos orbes no tabuleiro ou os eliminam, como em uma linha específica, mas também existem habilidades que causam dano ou concedem ao jogador movimento livre por um período de tempo. Assim como no jogo padrão, os jogadores escolhem um amigo ou explorador, e seu avatar TAMADRA e peças AvaTAMA ajudam o jogador a completar os quebra-cabeças. Foram adicionados novos tipos de orbes, como os orbes W, com as cores do arco-íris, que funcionam como curingas para qualquer combinação de três peças feitas com eles. Além disso, foram introduzidos os orbes brancos do Anjo (inclusos no lançamento) e os orbes pretos do Diabo (adicionados em uma atualização posterior). Os orbes Jammer foram modificados para preencher o tabuleiro onde não podem ser combinados, mas podem ser removidos se outra linha próxima for eliminada; os orbes Jammer roxos se multiplicam no tabuleiro se não forem eliminados.
Para causar dano aos inimigos DeviTAMAs, o jogador deve cumprir metas específicas nos quebra-cabeças de cada nível. Essas metas podem envolver a combinação de cores específicas em um único turno, a realização de um número determinado de combos em um único turno, a combinação de um certo número de orbes em um único combo, ou qualquer combinação desses elementos. Os jogadores têm um número limitado de turnos por área (em vez de masmorras) para atingir esses objetivos, mas os turnos podem ser restaurados combinando orbes de coração. Após derrotar todos os inimigos DeviTAMA, o jogador vence o nível e recebe uma pontuação com base nos turnos restantes e no número médio de combos. Essa pontuação é então avaliada de uma a três estrelas, e os ovos AvaTAMA e baús de tesouro derrubados pelos inimigos são concedidos ao jogador. Se o AvaTAMA duplicar um que o jogador já possui, o item sobe de nível em vez de ocupar espaço no inventário. Os baús de tesouro concedem medalhas aos jogadores, uma nova forma de moeda no jogo. A próxima fase é desbloqueada quando o jogador alcança um mínimo de 4 estrelas para as três áreas de uma única fase, não sendo necessário limpar todas as três áreas. Limpar a terceira área geralmente é mais desafiador e consome mais resistência, mas completá-la pela primeira vez restaura a resistência do jogador e concede um maior número de medalhas ou uma Pedra Mágica, que é transferida para a conta padrão do Puzzle & Dragons.

### Radar de quebra-cabeças e dragões
Puzzle & Dragons Radar é um aplicativo acessório para Puzzle & Dragons, projetado para adicionar funcionalidade de realidade aumentada com suporte GPS ao jogo principal. Este aplicativo está disponível exclusivamente no Japão e pode ser conectado à conta Puzzle & Dragons do jogador. Durante a jogabilidade do Puzzle & Dragons Radar, os jogadores podem coletar orbes enquanto caminham e exploram o ambiente ao seu redor. Esses orbes podem ser trocados por uma variedade de itens e monstros em Puzzle & Dragons, incluindo Tamadras, Piis, masmorras de 1 hora e muitos outros prêmios.

## Spin-offs

### Torneio de Batalha de Quebra-cabeças e Dragões
O jogo de arcade Puzzle & Dragons Battle Tournament (パズドラ バトルトーナメント Pazudora Batoru Tōnamento, abreviado como パズバト) foi lançado em colaboração com a Square Enix em 24 de abril de 2014. A jogabilidade no Battle Tournament é semelhante à do jogo para celular. O jogador utiliza uma equipe de monstros e resolve um quebra-cabeça de combinação de peças para determinar o quão poderosos são os ataques de seus monstros. Além disso, pode ativar as habilidades ativas de seus monstros durante o jogo para vários efeitos e escolher um monstro para servir como líder da equipe para usar a habilidade passiva de líder. Entretanto, várias alterações foram feitas para se adequar à versão arcade, que utiliza o cartão inteligente NESiCA para salvar dados de jogo de jogadores individuais. O quebra-cabeça agora está em uma grade de 8 por 5, permitindo maior movimento e combos. A equipe de monstros do jogador consiste apenas em seu monstro líder, quatro sub-membros ("subs") e um monstro amigo. No entanto, o jogador também pode escolher três monstros reserva para colocar em jogo. Os jogadores escolhem avatares para jogar no modo história do jogo, bem como no modo online para jogar contra outros jogadores em tempo real. Esses avatares têm suas próprias habilidades ativas que podem ser usadas durante o jogo. O HP dos monstros não é acumulado, e monstros individuais podem ser temporariamente eliminados do jogo se perderem todo o HP. Se mais dano for causado pelos monstros do jogador quando algum deles ficar sem HP, o oponente receberá dano direto. Quando o HP de qualquer um dos jogadores acabar, eles perdem a partida. Ao longo do jogo, os jogadores podem obter itens especiais usados para evoluir seus monstros coletados ou usar a Rare Egg Machine do jogo para obter novos monstros.

### Edição Puzzle & Dragons Z + Super Mario Bros.
Em 3 de maio de 2013, a GungHo revelou um spin-off para o Nintendo 3DS intitulado Puzzle & Dragons Z (パズドラZ, Pazudora Zetto) durante o Puzzle & Dragons Fan Appreciation Festival 2013. O jogo foi lançado no Japão em 12 de dezembro de 2013. A jogabilidade é, em sua essência, similar ao jogo para celular, mas inclui elementos de RPG, como cidades e NPCs. Em 30 de julho de 2014, o jogo já havia vendido mais de 1,5 milhão de cópias. Um mangá baseado em Puzzle & Dragons Z foi serializado na CoroCoro Comic desde 29 de setembro de 2013, e o primeiro volume tankōbon foi lançado em 28 de abril de 2014.
Puzzle & Dragons Z foi lançado na América do Norte e na Europa em maio de 2015, juntamente com a colaboração Super Mario Bros.
A edição de jogo de arcade intitulada Puzzle & Dragons Z: Tamer Battle (パズドラZ テイマーバトル, Pazudora Zetto Teimā Batoru) foi lançada em 26 de junho de 2014. Nessa versão, os jogadores escaneiam cartões colecionáveis na máquina de fliperama para usar em batalhas contra outros jogadores em diferentes locais do Japão, em um sistema semelhante ao jogo portátil. Um incentivo adicional é a possibilidade de obter um "Bônus Z", indicado por uma parte do cartão que será cortada pela máquina caso seja escolhida.

### Quebra-cabeça e Dragões X
Um segundo spin-off para o Nintendo 3DS, intitulado Puzzle & Dragons X, foi lançado em julho de 2016. Simultaneamente, uma adaptação do jogo para anime foi lançada pelo estúdio Pierrot.anime

## Desenvolvimento
Antes do lançamento de Puzzle & Dragons, a GungHo estava principalmente envolvida na prestação de assistência em jogos para computador e consoles desde sua fundação em 2002, incluindo contribuições para Ragnarok Online. O fundador e CEO da empresa, Kazuki Morishita, percebeu uma diminuição na qualidade de seus jogos e, por volta de 2010, dedicou mais tempo ao departamento de desenvolvimento criativo, orientando a empresa na direção dos jogos para dispositivos móveis. Antes do lançamento de Puzzle & Dragons, a GungHo já havia publicado aproximadamente uma dezena de jogos.
A ideia para Puzzle & Dragons surgiu por volta de agosto de 2011, conforme relatado por Morishita. Nessa época, observaram que os jogos de batalha de cartas eram populares entre os aplicativos móveis no Japão, embora Morishita acreditasse que a maioria desses títulos não era excepcional. A equipe trabalhou para conceber um novo tipo de jogo de batalha de cartas, combinando elementos de diferentes gêneros, como quebra-cabeças de combinação de peças e exploração de RPG. Após aproximadamente um mês, reconheceram que tinham a essência do jogo pronta. Subsequentemente, uma equipe composta por seis desenvolvedores dedicou os seis meses seguintes para concluir o trabalho no título.

## Música
A trilha sonora de Puzzle & Dragons foi criada pelos compositores Kenji Ito e Yukio Nakajima. Uma coleção musical contendo as contribuições de Kenji Ito foi lançada em 3 de abril de 2013, disponível na iTunes Store. Além disso, Kenji Ito também desempenhou o papel de compositor nas trilhas sonoras de Puzzle & Dragons Z e Puzzle & Dragons: Battle Tournament. Vale ressaltar que Kohei Tanaka também colaborou na composição da trilha sonora de Battle Tournament.

## Recepção
Puzzle & Dragons ganhou o prêmio CEDEC Game Design em 2012.
O jogo também possui uma extensa linha de produtos oficiais no Japão, comercializados tanto nas lojas físicas da AppBank quanto na loja online oficial de Puzzle & Dragons. Os itens à venda abrangem uma variedade de produtos, incluindo capas de telefone, alças para telefone, livros, brinquedos de pelúcia, estatuetas e até mesmo salgadinhos disponíveis em supermercados japoneses. Além disso, foram lançados outros videogames destinados a consoles portáteis e fliperamas no Japão, acompanhados por mercadorias exclusivas disponíveis apenas em máquinas de guindaste.

### Vendas
Em abril de 2013, o aplicativo Puzzle & Dragons alcançou o título de maior bilheteria do mundo em iOS e Android. Na metade do mesmo ano, a versão japonesa do jogo já havia sido baixada mais de 18 milhões de vezes, representando quase 10% da população do país. Em outubro de 2013, o jogo atingiu 20 milhões de downloads no Japão e mais de um milhão de downloads na América do Norte. A receita diária estimada nessa época era de impressionantes US$ 4,5 milhões. Em maio de 2014, a empresa GungHo anunciou que o Puzzle & Dragons ultrapassou 28 milhões de downloads no Japão, enquanto a versão norte-americana ultrapassou 4 milhões de downloads. Em outubro de 2015, a marca global de 50 milhões de downloads foi alcançada, distribuída em 38 milhões no Japão, 8 milhões na América do Norte, 2 milhões na Coreia do Sul e 2 milhões em Taiwan e Hong Kong. Em outubro de 2017, o jogo continuou sua trajetória impressionante, ultrapassando a marca de 62 milhões de downloads, dos quais 46 milhões ocorreram no Japão e 12 milhões na América do Norte.

### Crítica
Um blogue da Gamasutra discutindo táticas de "monetização coercitiva" em videogames mencionou Puzzle & Dragons como um dos exemplos mais habilidosos de fazer os jogadores acreditarem que estão participando de um jogo de habilidade, embora na realidade seja um jogo voltado para o dinheiro (ou seja, incentivando os jogadores a gastar cada vez mais dinheiro).